# Lernakert
Lernakert là một đô thị thuộc tỉnh Shirak, Armenia. Dân số ước tính năm 2011 là 1541 người.